# Захария (Корнилович)
Епископ Захария (Корнилович; ок. 1663 — 28 августа (8 сентября) 1715) — епископ Русской православной церкви, епископ Переяславский и Бориспольский.

## Биография
Образование получил в Киево-Могилянской коллегии.
Принял монашеский постриг в Киевском Златоверхом монастыре, и, хорошо себя зарекомендовав, был взят из насельников на должность наместника Киево-Софийского монастыря.
21 декабря 1697 года Киевским митрополитом Варлаамом Ясинским поставлен игуменом Киево-Михайловского Златоверхого монастыря.
В этот период он основал Онуфриевский Даниловский Липянский (Липлянский) скит близ Киева, на который в 1699 году получил универсал гетмана Ивана Мазепы.
1 октября 1700 года в Софийском кафедральном соборе хиротонисан во епископа Переяславского и Бориспольского, викария Киевской епархии.
12 ноября 1708 года в Троицком соборе Глухова участвовал в анафематствовании гетмана Ивана Мазепы митрополитом Киевским, Галицким и Малыя России Иоасафом.
В 1711—1713 годах выстроил в Переяславе Михайловский монастырь.
Удостоверял подлинность частицы святых мощей великомученицы Варвары, грамота с его подписью и подписью митрополита Варлаама (Ясинского) дана в Крестовоздвиженский Бизюков монастырь.
Написал «Житие преподобного Макария Овручского», содержащее однако хронологические и исторические ошибки.
Скончался 28 августа 1715 года. Погребен в храме Онуфриевского Даниловского скита.